# Die Geschichte vom Knochenräuber-Drachen
Die Geschichte vom Knochenräuber-Drachen, auch Dragons – Die Legende des Knochenräubers (Originaltitel: Legend of the Boneknapper Dragon) ist ein US-amerikanischer Kurzfilm von DreamWorks Animation, der auf dem Film Drachenzähmen leicht gemacht aufbaut und 2010 erschienen ist.

## Handlung
Es ist schon Abend in Berk, als plötzlich das Haus von Grobian in Flammen steht. Hicks und seine Drachenreiter sind bereits zur Stelle und helfen, das Feuer zu löschen. Nachdem Grobian schließlich auftaucht und Haudrauf wissen möchte, was passiert ist, behauptet er, dass der Knochenräuber, ein Drache, der ihn schon lange verfolgen würde, sein Haus in Brand gesetzt hätte. Haudrauf hält die ganze Geschichte mit dem Knochenräuber jedoch für ein Märchen und auch die anderen Wikinger glauben ihm kein Wort. Grobian zieht daraufhin enttäuscht, aber entschlossen ab, um nun alleine auf die Jagd nach dem Drachen zu gehen. Hicks möchte Grobian jedoch nicht alleine lassen, und so beschließen er und seine Freunde, Grobian zu begleiten.
Auf der Schifffahrt zur Knochenräuberinsel erzählt Grobian dann über seine erste Begegnung mit dem Knochenräuber: Er war damals mit seinen Eltern unterwegs und selbst noch ein junger Wikinger, als er eine kleine Schatztruhe in der Hand eines eingefrorenen Wikingers entdeckte. Er nahm die Kiste an sich und wurde kurz darauf das erste Mal vom Knochenräuber angegriffen, konnte jedoch fliehen. Seither, so Grobian, wurde er immer wieder von dem Drachen aufgesucht, konnte ihm bisher aber immer, auf teils sehr fragwürdige Art und Weise, entkommen.
Grobian und die Drachenreiter, die, nachdem sie kurz vor der Küste Schiffbruch erlitten hatten, auf der Insel angekommen waren, beschließen schließlich, eine Falle für den Drachen zu bauen. Dabei soll Fischbein den Köder für den Drachen spielen, während sich Grobian und die restlichen Drachenreiter in einiger Entfernung verstecken. Doch es kommt anders als geplant: Der Knochenräuber taucht plötzlich hinter der Gruppe auf, woraufhin sie in die Richtung von Fischbein flüchten und dabei direkt in die Falle, die eigentlich für den Drachen gedacht war, laufen. Als der Knochenräuber versucht, sie anzugreifen, erkennt Hicks dann, worauf es der Drache eigentlich abgesehen hat: Das t-förmige Teil, das Grobian damals in der Schatztruhe gefunden hatte und seither als Gürtelschnalle verwendete, ist in Wirklichkeit ein kleiner Knochen, der dem Drachen fehlt. Hicks fordert Grobian auf, dem Drachen seinen Knochen zurückzugeben. Doch Grobian weigert sich zunächst, entscheidet sich, als er vom Knochenräuber durch die Luft geschleudert wird, schließlich dann aber doch, ihm den Knochen zu geben.
Nachdem der Knochen wieder an der richtigen Stelle eingesetzt ist, ändert sich auch das Verhalten des Drachens. Der Knochenräuber ist plötzlich ganz zahm und freundet sich mit Grobian an. Und schließlich können Grobian und die Drachenreiter mit dem Drachen nach Hause nach Berk fliegen.

## Veröffentlichung
Der Kurzfilm wurde erstmals im Rahmen der Legenden-Reihe am 13. März 2015 auf Super RTL ausgestrahlt.
Seit dem 20. Dezember 2018 ist der Kurzfilm Die Geschichte vom Knochenräuber-Drachen zusammen mit Drachen – Ein Geschenk von Nachtschatten, Buch der Drachen und Dragons – Das große Drachenrennen als DVD unter dem Titel Drachenzähmen leicht gemacht – Die Kurzfilm-Collection erhältlich. 

## Synchronisation
Die deutsche Synchronisation entstand bei der Interopa Film GmbH in Berlin unter der Regie von Frank Schaff. Das Dialogbuch schrieb Alexander Löwe.
| Originalrollenname            | Originalsprecher         | Deutscher Rollenname  | Deutscher Sprecher  |
| ----------------------------- | ------------------------ | --------------------- | ------------------- |
| Hiccup Horrendous Haddock III | Jay Baruchel             | Hicks der Hüne III.   | Daniel Axt          |
| Stoick the Vast               | Gerard Butler            | Haudrauf der Stoische | Dominic Raacke      |
| Gobber the Belch              | Craig Ferguson           | Grobian der Rülpser   | Thomas Nero Wolff   |
| Astrid Hofferson              | America Ferrera          | Astrid Hofferson      | Emilia Schüle       |
| Fishlegs Ingerman             | Christopher Mintz-Plasse | Fischbein Ingerman    | Hannes Maurer       |
| Snotlout Jorgenson            | Jonah Hill               | Rotzbakke Jorgenson   | Tim Sander          |
| Tuffnut Thorston              | T. J. Miller             | Taffnuss Thorston     | Nico Sablik         |
| Ruffnut Thorston              | Kristen Wiig             | Raffnuss Thorston     | Britta Steffenhagen |